# Staatliches Vertragsgericht
Das Staatliche Vertragsgericht (kurz: StVG) war ein staatliches Organ des Ministerrats der DDR, das – ähnlich wie ein Gericht – über Konflikte zwischen sozialistischen Wirtschaftseinheiten entschied. Es gliederte sich in das Zentrale Vertragsgericht (ZVG; bis 1959: Regierungsvertragsgericht; bis 1970: Zentrales Staatliches Vertragsgericht) und die 14 Bezirksvertragsgerichte (BVG) bzw. das Vertragsgericht der Hauptstadt Berlin. Formell war es kein Teil der Justiz, sondern der Wirtschaftsverwaltung, hatte aber sowohl justizielle als auch wirtschaftslenkende Funktion. Vorbild war die sowjetische Staatsarbitrage (russisch государственный арбитраж).

## Allgemeines
In der Planwirtschaft der DDR verfügten die Unternehmen nicht über die Freiheit, selbst über Produktionsmengen, Preise und Lieferanten zu entscheiden. Dennoch war es nötig, die Beziehungen zwischen den Unternehmen über Verträge zu regeln. Bei Konflikten über diese Verträge sollten nicht die Zivilgerichte aufgrund der Gesetze entscheiden. Die Entscheidung sollte vielmehr im Hinblick auf eine möglichst gute Planerfüllung getroffen werden, auch wenn dies den Interessen des einzelnen Unternehmens und ggf. auch den getroffenen Verträgen zuwiderlief. Die Einräumung einer Antragsmöglichkeit diente somit weniger dem Rechtsschutz des betroffenen Betriebes als der Erschließung einer weiteren Informationsquelle der Wirtschaftsleitung über Planstörungen. Mit der Verordnung über die Bildung und Tätigkeit des Staatlichen Vertragsgerichtes vom 6. Dezember 1951 wurden die genannten Gerichte geschaffen. Für internationale Wirtschaftsstreitigkeiten gab es daneben das 1954 gebildete Schiedsgericht bei der Kammer für Außenhandel.

## Zuständigkeit
Ursprünglich war das Vertragsgericht (unter Ausschluss der Zivilgerichte) nur für vertragliche Ansprüche zwischen sozialistischen Wirtschaftseinheiten zuständig („Wahrung der Vertragsdisziplin“). Im Jahre 1963 wurde die Zuständigkeit auf alle vermögensrechtlichen Ansprüche erweitert (also auch außervertragliche, etwa aus speziellen Vorschriften, Delikt oder Geschäftsführung/Handeln ohne Auftrag; so kam es in Einzelfällen auch zu quasi-verwaltungsrechtlichen Verfahren). 1972 kamen Kontrollverfahren zur Verhängung von Wirtschaftssanktionen von bis zu 500.000 Mark der DDR hinzu („Wahrung der Staatsdisziplin“). Themenbereiche in der Spruchpraxis des Vertragsgerichts waren insbesondere Plan–Bilanz–Vertrag, Investitionen, Außenhandel, Wissenschaft und Technik, Versorgung der Bevölkerung, Qualität und Garantie sowie materielle Verantwortlichkeit.
Nicht zuständig war das Vertragsgericht beispielsweise bei Streitigkeiten zwischen Betrieben innerhalb eines Kombinats oder bei immaterialgüterrechtlichen Streitigkeiten. Vorrang gegenüber dem Schiedsverfahren hatte die eigenverantwortliche Lösung des Streitfalles (§§ 19, 20 Abs. 2 Nr. 6, § 30 SVG-VO), deren Bestätigung vom StVG aber auch versagt werden konnte.
Zuständig war grundsätzlich zunächst das Bezirksvertragsgericht (§ 15 Abs. 1 SVG-VO). Die Zuständigkeit des Zentralen Vertragsgerichts umfasste insbesondere Streitfälle aus Koordinierungsvereinbarungen (§ 15 Abs. 2 SVG-VO; vgl. §§ 34 ff. VG 1982), Streitfälle besonderer Bedeutung (§ 16 SVG-VO) und die Nachprüfung von Schiedssprüchen der Bezirksvertragsgerichte (Nachprüfungsverfahren; auf Einspruch eines beteiligten Partners, § 50 SVG-VO, auf Verlangen einer übergeordneten Stelle, § 52 Abs. 1 und 2 SVG-VO, oder unabhängig davon, § 52 Abs. 3 SVG-VO).
Außerdem führten die Bezirksvertragsgerichte ab 1969 das Register der volkseigenen Wirtschaft (ehemals: Handelsregister Teil C).

## Verfahren
Verfahren wurden entweder durch Antrag eines Partners oder durch Verfügung des Vertragsgerichts von Amts wegen eingeleitet (§ 17 Abs. 2 SVG-VO; stets ohne Antrag waren Kooperationssicherungs- und Kontrollverfahren). Das Vertragsgericht entschied grundsätzlich nach mündlicher Verhandlung (§ 31 SVG-VO), die nicht öffentlich war (§ 33 SVG-VO). Sie wurde vor einem Vertragsrichter oder vor einer Schiedskommission aus einem Vertragsrichter und zwei ehrenamtlichen Schiedsrichtern durchgeführt (§ 32 SVG-VO). Im Nachprüfungsverfahren konnte vom Vorsitzenden des Gerichts oder einer dreiköpfigen Nachprüfungskommission ohne mündliche Verhandlung entschieden werden (§ 53 SVG-VO).
Die Verfahren vor dem Staatlichen Vertragsgericht konnten zum Gegenstand haben (vgl. § 22 Abs. 4 VG 1982):
- den Abschluss, die Änderung und die Aufhebung von Verträgen (Gestaltungsverfahren, § 18 Abs. 1 Nr. 1 SVG-VO)
- den Anspruch auf Leistungen aus Verträgen (z. B. Vertragsstrafen)[17] oder sonstige Leistungen (Leistungsverfahren, § 18 Abs. 1 Nr. 2 SVG-VO)
- die Feststellung des Bestehens oder Nichtbestehens eines Rechtsverhältnisses oder der Verantwortlichkeit für Vertragsverletzungen (Feststellungsverfahren, § 18 Abs. 1 Nr. 3 SVG-VO)
- den Anspruch auf Ausgleich ökonomischer Nachteile (Ausgleichsverfahren, § 18 Abs. 1 Nr. 5 SVG-VO)[18]
- die Sicherung der Vertragserfüllung (Kooperationssicherungsverfahren, § 18 Abs. 1 Nr. 4, § 18a SVG-VO)
- die Durchsetzung der Staatsdisziplin (Kontrollverfahren, §§ 109, 110 VG 1982)
- die Nachprüfung von Entscheidungen (Nachprüfungsverfahren, §§ 53 ff. SVG-VO)

Entscheidungsmaßstab waren „Planmäßigkeit und Effektivität der Volkswirtschaft“ (§ 22 Abs. 1 VG 1982), nicht betriebswirtschaftliche Effizienz und Individualrechtsschutz. Entscheidungen ergingen als Schiedsspruch oder Beschluss; das Vertragsgericht konnte über gestellte Anträge hinausgehen (§ 37 SVG-VO).
Möglichkeiten der Vollstreckung waren Zwangsgeld (§ 44 SVG-VO), Zwangseinziehung sowie Pfändungs- und Überweisungsbeschluss (§§ 45, 46 SVG-VO).
Es wurden Kosten erhoben (§§ 56 ff. SVG-VO).
Anzahl der Verfahren in den Jahren 1967 bis 1972:
- 1967: 26.438
- 1968: 28.744
- 1969: 32.230
- 1970: 30.565
- 1971: 24.916
- 1972: 24.178; Anteil der Gestaltungsverfahren etwa 30 %.

## Besondere Kompetenzen
Der Vorsitzende des Staatlichen Vertragsgerichts konnte grundsätzliche Feststellungen (GF) mit Normativwirkung erlassen (§ 6 Satz 2 SVG-VO) und andere Verlautbarungen (Instruktionen, Verfügungen, Anweisungen) herausgeben (Veröffentlichung: Verfügungen und Mitteilungen des StVG). Das Staatliche Vertragsgericht konnte den Leitern von Wirtschaftseinheiten und staatlichen Organen (außer zentralen Staatsorganen) Auflagen erteilen (§ 22 Abs. 5 VG 1982; §§ 7, 8 SVG-VO); Auflagen waren nicht isoliert durch Einspruch anfechtbar. Von Leitern zentraler Staatsorgane konnte der Vorsitzende des Vertragsgerichts die Herbeiführung von Entscheidungen verlangen (§ 22 Abs. 6 VG 1982; § 8a SVG-VO). Bei schuldhafter Verletzung der Vertragsdisziplin oder schuldhafter Behinderung des Schiedsverfahrens konnten Verweise und Ordnungsstrafen nach dem Ordnungswidrigkeitengesetz (OWG) verhängt werden (§ 43 SVG-VO). Das Vertragsgericht konnte Vertragsstrafen zugunsten des Staatshaushaltes einziehen, wenn die Durchsetzung einer Vertragsstrafenforderung durch die Wirtschaftseinheiten nicht mehr möglich war oder pflichtwidrig unterlassen oder verzögert wurde (§ 16 Abs. 3 VG 1982, § 48 SVG-VO).

## Organisation
Das Staatliche Vertragsgericht war ein Organ des Ministerrats. Die Richter waren nicht unabhängig, sondern an Weisungen gebunden.
Vorsitzende des Staatlichen Vertragsgerichtes der DDR waren:
- Max Hermann Masius (1951–1955, 1957 in die Bundesrepublik geflohen)
- Kurt Schilske (1955–1957)[28]
- Osmar Spitzner (1958–1967)
- Gerhard Walter (1967–1974)[29][30]
- Manfred Flegel (1974–1989).[31]

Abteilungsgliederung des Zentralen Vertragsgerichts:
- Abteilung Haushalt
- Abteilung Gesetzgebung – Leiterin: Erika Süß
- Abteilung Information – Rosemarie Klinkert
- Abteilung Industrie (22) mit Außenhandel (26) – Karl-Dieter Schwenk
- Abteilung Investitionen (23) – Harri Walter
- Abteilung Handel (32) – Joachim Tischendorf
- Abteilung Landwirtschaft (33) – Frank Teichmann
- Abteilung Nachprüfungen – Hans Lehmann

Am Zentralen Vertragsgericht waren 1990 zuletzt 36 Vertragsrichter tätig (als Abteilungsleiter führten sie die Bezeichnung „Vertragsoberrichter“).

## Auflösung
Nach der Wende wurden die Kreis- und Bezirksgerichte 1990 auch für Zivilrechtsfälle aus der Wirtschaft zuständig, und das Staatliche Vertragsgericht wurde aufgelöst. Der Einspruch war nach dem Beitritt als Berufung zu behandeln.

## Liste der Gerichte
| Gericht                   | Register- zeichen | Bezirk                     | Sitz                                                                               |
| ------------------------- | ----------------- | -------------------------- | ---------------------------------------------------------------------------------- |
| Zentrales Vertragsgericht | A                 | Berlin, Hauptstadt der DDR | 1080 Berlin – Mauerstraße 69–75 ; ehemals Leipziger Straße 5–7 u. a.               |
| VG der Hauptstadt Berlin  | B                 | Berlin, Hauptstadt der DDR | 1080 Berlin – Behrenstraße 42–45                                                   |
| BVG Cottbus               | C                 | Bezirk Cottbus             | Cottbus – Schloßkirchplatz 2                                                       |
| BVG Dresden               | D                 | Bezirk Dresden             | Dresden – Dr.-Külz-Ring 19 (Neues Rathaus)                                         |
| BVG Erfurt                | E                 | Bezirk Erfurt              | Erfurt – Lutherstraße 1 ; ehemals Löberwallgraben 16                               |
| BVG Frankfurt             | F                 | Bezirk Frankfurt           | Frankfurt (Oder) – Bachgasse 10a                                                   |
| BVG Gera                  | G                 | Bezirk Gera                | Gera – Straße der Republik (Heinrichstraße, ehemals Stalinstraße) 51               |
| BVG Halle                 | H                 | Bezirk Halle               | Halle (Saale) – Weidenplan 20 ; ehemals Stalinallee 21                             |
| BVG Karl-Marx-Stadt       | K                 | Bezirk Karl-Marx-Stadt     | Karl-Marx-Stadt – Nansenstraße 7                                                   |
| BVG Leipzig               | L                 | Bezirk Leipzig             | Leipzig – Kommandant-Trufanow-Straße (ehemals Manetstraße) 12                      |
| BVG Magdeburg             | M                 | Bezirk Magdeburg           | Magdeburg – Domplatz 2–4 ; ehemals Duvigneaustraße 14                              |
| BVG Neubrandenburg        | N                 | Bezirk Neubrandenburg      | Neubrandenburg – Wolgaster Straße 12; ehemals Neustrelitz – Schloßberg, Baracke 10 |
| BVG Potsdam               | P                 | Bezirk Potsdam             | Potsdam – Heinrich-Mann-Allee 107 , Haus 8                                         |
| BVG Rostock               | R                 | Bezirk Rostock             | Rostock – Friedrich-Engels-Straße (St.-Georg-Straße) 111                           |
| BVG Schwerin              | S                 | Bezirk Schwerin            | Schwerin – Stadionstraße 3; ehemals Barackenstadt, Baracke 17                      |
| BVG Suhl                  | Z                 | Bezirk Suhl                | Zella-Mehlis – Bahnhofstraße 71                                                    |

## Spruchpraxis 1987–1989
Zur Veranschaulichung der Spruchtätigkeit des Staatlichen Vertragsgerichts sind im Folgenden die Grundsätze der veröffentlichten Entscheidungen zu den Eingangsjahren 1987 bis 1989 wiedergegeben.
| Aktenzeichen | Aktenzeichen | Aktenzeichen | Fundstelle | Fundstelle   | Vf         | Grundsätze |
| Abt          | G&Nr         | EJ           | SP         | WR           | Vf         | Grundsätze |
| ------------ | ------------ | ------------ | ---------- | ------------ | ---------- | --- |
| 22-          | K-816        | /87          | 17, 23     | 88/4, 97     | KS         | Wurden für ein Erzeugnis, dessen Bezug nach den Rechtsvorschriften bilanzanteilpflichtig ist, Bilanzanteile von den zuständigen staatlichen Organen nicht herausgegeben, so tritt mit dem Ablauf des Planjahres auch nicht der Tatbestand der Nichterfüllung abgeschlossener, aber noch nicht realisierter Verträge ein. Das StVG ist in einem solchen Fall berechtigt, im Kooperationssicherungsverfahren die Pflicht zur Erfüllung des Vertrages im neuen Planjahr festzustellen und dafür Termine zu gestalten. |
| 22-          | AB-227       | /87          | 17, 28     |              | G          | Das Primat des Planes gegenüber dem Wirtschaftsvertrag bezieht sich auf die staatlichen, nicht auf die betrieblichen Planentscheidungen. Daran ändert auch die Bestätigung des Betriebsplanes durch das Kombinat oder übergeordnete Organ des Lieferers nichts. |
| 22-          | AZ-325       | /87          | 17, 30     |              | G          | Die Bilanzentscheidung, durch die eine rechtswidrige Produktionseinstellung abgedeckt werden soll, ist der Entscheidung des StVG über den vom Besteller geforderten Vertragsabschluß nicht zugrunde zu legen. |
| 32-          | L-8          | /87          | 17, 35     |              | L:Pr       | Die Aufhebung eines Vertrages ist nur bis zur Erbringung der Leistung durch den Lieferer und vor Abnahme durch den Besteller möglich. |
| 22-          | L-272        | /87          | 17, 39     |              | L:VS       | Verträge mit den Betrieben des VE Kombinat Maschinenbauhandel kommen dann nicht durch Stillschweigen zustande, wenn der Besteller das Vertragsangebot an den Hersteller der entsprechenden Erzeugnisse richtet und von diesem die Bestellung an den zuständigen Maschinenbauhandelsbetrieb weitergeleitet wird. Dies gilt auch dann, wenn der Hersteller den Besteller von der Weiterleitung informiert hat. |
| 22-          | N-140        | /87          | 17, 52     |              | G          | Wird die Neu- oder Weiterentwicklung von Software gefordert, muß der Bedarfsträger nachweisen, daß keine vergleichbare Software bei der "Zentralen Informationsbank Software" gespeichert ist. Liegen Informationen über eine entsprechende Software bei der Informationsbank vor, ist der Bedarf im Verhältnis zum Entwicklungsbetrieb volkswirtschaftlich nicht begründet. Das gilt auch dann, wenn an der vorhandenen Software noch Anpassungsleistungen erforderlich sind. |
| 23-          | AR-143       | /87          | 17, 62     |              | L:Pr       | Änderungen der vertraglichen Preise für Investitionsleistungen bedürfen der Vereinbarung durch die Partner bis zur Abnahme der Leistungen. Das gilt auch für die Änderungen der Preisvereinbarung auf der Grundlage von Industriepreisänderungen. |
| 23-          | B-40         | /87          | 17, 67     | 88/2, 53[1]  | L:Gar      | Werden die Anforderungen aus Holzschutzgutachten bei der Projektierung und Durchführung von Instandsetzungs-, Modernisierungs- oder Rekonstruktionsmaßnahmen an Gebäuden nicht berücksichtigt, sind die Qualitätsanforderungen verletzt. Dies gilt auch dann, wenn der Auftraggeber mit der Übergabe des Holzschutzgutachtens in Verzug war und der Baubetrieb mit Annahmen aus vergleichbaren Objekten sowie den allgemeinen Aussagen der Bauzustandsanalyse bei der Projektierung und Durchführung der Baureparaturmaßnahmen gearbeitet hat. |
| 23-          | C-23         | /87          | 17, 74     |              | L:VS       | Übergibt der IAG dem Auftragnehmer das Protokoll einer Beratung, in dem er feststellt, daß der Inhalt der von ihm zu übergebenden Arbeitsunterlagen nicht der im Wirtschaftsvertrag getroffenen Vereinbarung entspricht, bedarf es keiner gesonderten Mitteilung des Auftragnehmers hierzu. Das Protokoll des IAG ist als Selbstanzeige zu werten. |
| 23-          | H-80         | /87          | 17, 77     |              | G          | Zum Leistungsumfang eines GAN Komplexer Wohnungsbau gehören nicht die Vorbereitung und Realisierung von Folgeinvestitionen des komplexen Wohnungsbaus, soweit sie nicht Bestandteil der Aufgabenstellung und der Grundsatzentscheidung für den betreffenden Wohnungsbaustandort sind. |
| 23-          | F-362        | /87          | 17, 78     |              | L:VS       | Ob für sonstige Mitwirkungshandlungen – deren Verletzung nicht kraft Gesetzes unter Vertragsstrafe steht – eine vertragliche Vertragsstrafenvereinbarung besteht, kann nicht allein daraus abgeleitet werden, daß diese Mitwirkungshandlungen den vertraglichen Vereinbarungen zur Baufreiheit zugeordnet wurden. |
| 23-          | N-195        | /87          | 17, 81     |              | K:WS       | Die Ausschlußfrist des § 110 Abs. 2 VG endet mit dem Ablauf des Jahres, das auf die Beendigung der Pflichtverletzung folgt. |
| 23-          | B-1304       | /87          | 17, 83     | 88/3, 80[2]  | L:VS       | Beim Eintritt in einen Investitionsleistungsvertrag ist zwischen dem eintretenden und dem ausscheidenden Partner ein Leistungsvertrag mit dem Inhalt abzuschließen, daß die bereits erbrachten Leistungen abzunehmen und zu bezahlen sind. Hinsichtlich dieser Leistungen können Garantieforderungen und Anspruch auf Vertragsstrafe wegen nicht qualitätsgerechter Leistung erhoben werden. |
| 23-          | F-218        | /87          | 17, 85     |              | G          | Insoweit die gesetzlichen Voraussetzungen vorliegen, ist es zulässig, schon vor der Grundsatzentscheidung mit der Ausführungsprojektierung einer Investition zu beginnen und darüber Vertragsbeziehungen herzustellen. Aus diesem Ausnahmerecht kann jedoch kein genereller Anspruch auf Vertragsabschluß abgeleitet werden. |
| 26-          | B-797        | /87          | 17, 91     |              | G          | Zwischen einem Generallieferanten, dessen Leistung entsprechend dem Exporterlös vom AHB vergütet wird, und einem HAN oder AN, der kein einheitliches Betriebsergebnis bildet, jedoch berechtigt ist, seine Leistungen als Direktexport zu planen und abzurechnen, ist im Wirtschaftsvertrag über Zulieferungen zum Anlagenexport der entsprechend den Rechtsvorschriften zu bildende Betriebspreis zu vereinbaren. |
| 26-          | AB-560       | /87          | 17, 103    |              | L:VSZ      | Ein Anspruch des Käufers auf Rückverrechnung eines im Lastschriftverfahren eingezogenen Kaufpreises besteht nur dann, wenn die Anwendung des Lastschriftverfahrens durch den Verkäufer nach den Rechtsvorschriften unberechtigt war. War die Rückverrechnung unzulässig, begründet dies die Pflicht zur Zahlung von Verspätungszinsen. Eine neuerliche Rechnungslegung ist nicht erforderlich. |
| 32-          | S-213        | /87          | 17, 108    |              | K:WS       | Lehnt ein Großhandelsbetrieb den Abschluß von Verkaufsstellenverträgen wiederholt ab, weil er die Wirtschaftsverträge mit der Industrie nicht entsprechend den Erfordernissen einer bedarfsgerechten Versorgung der Bevölkerung abgeschlossen hat, ist die Verpflichtung zur planmäßigen Versorgung der Bevölkerung gröblich verletzt. |
| 32-          | AH-646       | /87          | 17, 110    |              | L:Gar      | Die ordnungsgemäße Erstellung der in Rahmenverträgen zwischen dem Großhandel und dem Einzelhandel vereinbarten Reklamationsprotokolle ist eine wichtige Grundlage für die Durchsetzung von Ansprüchen des Einzelhandels. Ein nicht in der vereinbarten Weise erstelltes Reklamationsprotokoll führt jedoch nicht zum Rechtsverlust. Gegenteilige Vereinbarungen sind nichtig. |
| 32-          | N-285        | /87          | 17, 113    |              | G          | Der Konsumgütergroßhandel und der Einzelhandel können in Rahmenverträgen vereinbaren, daß und über welche Erzeugnisse der Verkaufsstellenvertrag mit dem Zugang der Bestellung der Verkaufseinrichtung zustande kommt. Wird keine Einigung erzielt, entscheidet darüber der zuständige Rat des Bezirkes. Seine Festlegung ist Grundlage für die Entscheidung des StVG. |
| 32-          | K-484        | /87          | 17, 115    |              | L:VS       | Die im Geltungsbereich der Metallurgieversorgungs-AO enthaltene Einschränkung, daß die AO nicht für die Versorgung der Bürger mit metallurgischen Erzeugnissen gilt, bezieht sich ausschließlich auf Beziehungen, bei denen Bürger unmittelbar Vertragspartner sind. Die Einschränkung bezieht sich nicht auf die Lieferbeziehungen zwischen den Wirtschaftseinheiten des Konsumgüterbinnenhandels und den Herstellern metallurgischer Erzeugnisse. |
| 32-          | AG-487       | /87          | 17, 117    |              | L:VS       | Bei nicht qualitätsgerecht gelieferten Konsumgütern kann von einer unerheblichen Beeinträchtigung der Gebrauchsfähigkeit nur dann ausgegangen werden, wenn der Mangel die für Konsumgüter in spezieller Weise charakteristische Einheit von funktionellen und ästhetischen Gebrauchswerteigenschaften nicht verletzt. Insbesondere ist die auf die Gewährung eines Preisnachlasses zurückzuführende Verkaufsfähigkeit eines mangelhaften Konsumgutes für sich kein Kriterium für das Vorliegen eines unerheblichen Mangels. |
| 32-          | B-382        | /87          | 17, 119    |              | G          | Soweit Betriebe der produktionsmittelherstellenden Industrie Konsumgüter fertigen, sind sie im Rahmen der Rechtsvorschriften verpflichtet, für die hergestellten Erzeugnisse den erforderlichen Kundendienst sowie die Bereitstellung von Ersatz-, Verschleiß- und Zubehörteilen zu organisieren. Für die Durchführung dieser Aufgaben sollen bereits bestehende Kundendienstbetriebe von Wirtschaftseinheiten der konsumgüterherstellenden Industrie gewonnen werden. |
| 33-          | AM-693       | /87          | 17, 122    |              | G          | Grundlage für die Verpflichtung einer LPG zum Vertragsabschluß ist grundsätzlich deren vom zuständigen Rat des Kreises bestätigter Betriebsplan. |
| 33-          | H-130        | /87          | 17, 125    |              | L:VS &SchE | In den Beziehungen zwischen den Betrieben der Getreidewirtschaft über die Lieferung von Getreide obliegt dem Besteller die Pflicht zur sensorischen Eingangskontrolle. Kommt es infolge von Mängeln, die sensorisch nicht feststellbar waren, zu einer Vermischung des nicht qualitätsgerechten mit qualitätsgerechtem Getreide und ist dadurch dieses Getreide ebenfalls nicht mehr bestimmungsgemäß verwendbar, so ist Berechnungsgrundlage für die Qualitätsvertragsstrafe nur der Teil, der bei der Lieferung tatsächlich nicht qualitätsgerecht war. Für die auf die Vermischung zurückzuführende Verschlechterung ursprünglich qualitätsgerechten Getreides hat der Lieferer Schadenersatz zu leisten.                                             |
| 33-          | L-24         | /87          | 17, 127    |              | G          | Im Vertrag zwischen einem Landwirtschaftsbetrieb und einem Einzelhandelsbetrieb über die Lieferung von frischem Obst und Gemüse ist eine Vereinbarung über die Teilung der Großhandelsspanne zu treffen. Die Handelsspannenteilung ist so vorzunehmen, daß die beim Direktgeschäft anfallenden Kosten der Partner gedeckt werden und die Organisierung von Direktbeziehungen bei beiden Partnern ökonomisch stimuliert wird. |
| 32-          | R-224        | /87          | 17, 130    |              | L:VS       | Die Vertragsstrafe wegen Überschreitung der Bereitstellungsfrist für Leihverpackung kann neben der Vertragsstrafe wegen nicht rechtzeitiger oder nicht ordnungsgemäßer Bereitstellung von Leihverpackung zur Abholung gefordert werden. |
| 33-          | E-88         | /87          | 17, 131    |              | G          | Die Maximalwerte für die zulässige Abwasserlast sind kein vereinbarungsfähiger Bestandteil der Abwassereinleitungsverträge. Sie werden durch den Versorgungsträger verbindlich festgelegt. |
| 33-          | C-31         | /87          | 17, 133    |              | A          | Erhöhte Transportkosten des landwirtschaftlichen Folgenutzers wieder urbar gemachter Bodenflächen werden durch die nach der Rekultivierungs-AO bereitzustellenden finanziellen Mittel nicht ausgeglichen. Erfolgt die Übergabe wieder urbar gemachter Bodenflächen als Ausgleichsmaßnahme für den dauernden Entzug landwirtschaftlicher Nutzflächen, so sind erhöhte Transportkosten des landwirtschaftlichen Folgenutzers entsprechend der 1. DB zur Bodennutzungs-VO von dem nichtlandwirtschaftlichen Nutzer auszugleichen. Der nichtlandwirtschaftliche Nutzer kann diesen Ausgleich grundsätzlich nicht mit der Begründung ablehnen, daß für die höheren Transportkosten die Festlegung des Rates des Bezirkes über den Folgenutzer ursächlich ist. |
| 32-          | P-462        | /87          | 17, 136    |              | L:SchE     | Für gänzlichen oder teilweisen Verlust des Gutes während des Transports hat der Transportbetrieb Schadenersatz in Höhe des in den Preisvorschriften festgelegten Preises des Gutes zu leisten. Dabei handelt es sich um den Preis, der für den anspruchsberechtigten Transportkunden gilt. |
| 32-          | F-40         | /87          | 17, 142    |              | L:VS       | Grundlage für die Berechnung des Schiffsliegegeldes und des Zuschlages zum Schiffsliegegeld bei Überschreitung der Ladefrist ist die im Eichschein des Schiffes amtlich ausgewiesene Tragfähigkeit, nicht jedoch der in Abhängigkeit vom Pegelstand des Wassers unter den konkreten Bedingungen der Transportdurchführung real verfügbare Transportraum. |
| 32-          | AD-678       | /87          | 17, 149    |              | L:AE &VS   | Der Lieferer ist im Falle der berechtigten Selbstnachbesserung zum Ersatz der Aufwendungen für die Beseitigung aller Mängel verpflichtet, die an einem wegen Überschreitung der zulässigen Fehlerhäufigkeit als mangelhaft gerügten Erzeugnis festgestellt wurden. Er kann sich nicht darauf berufen, daß nach dem staatlichen Standard in einem bestimmten Umfang auftretende Fehler zulässig sind und zwischen den Partnern vereinbart sei, daß für die Beseitigung dieser Fehler entstehende Aufwendungen vom Besteller zu tragen sind. |
| 32-          | AD-586       | /87          | 17, 155    |              | L:VS       | Eine Festlegung, nach der ein Besteller in einem bestimmten Umfang Ware einer geringeren Qualitätsstufe in Erfüllung des Vertrages abzunehmen hat, ändert nichts daran, daß Leistungsgegenstand Erzeugnisse der höchsten Qualitätsstufe sind. Eine wegen Nichterfüllung zu fordernde Vertragsstrafe ist deshalb immer auf der Grundlage des für diese Qualität geltenden Preises zu berechnen. |
| 32-          | AE-68        | /87          | 17, 157    | 87/4, 105[2] | L:Pr/R     | Die in § 92 Abs. 1 VG geregelte Monatsfrist für die Anzeige von Mängeln beginnt nicht vor Ablauf der dem Anzeigenden zustehenden Garantiezeit. Dies gilt auch dann, wenn sich das Ende der Garantiezeit nach § 47 Abs. 2 VG richtet. Wurde mit dem Endverbraucher (Bürger) Preisrückzahlung gem. § 151 Abs. 1 Ziff. 4 ZGB vereinbart, so endet damit nicht die gem. § 47 Abs. 2 Ziff. 3 VG bestimmte Garantiezeit für den Groß- oder Einzelhandel im Verhältnis zum Hersteller. |
| 23-          | D-222        | /87          | 17, 162    |              | L:VS       | Bei Verjährung einer Forderung auf Qualitätsvertragsstrafe entfällt der Rechtsgrund für die sich wegen Nichteinhaltung des Termins der Nachbesserung oder Ersatzleistung ergebende Erhöhung der Qualitätsvertragsstrafe. |
| 22-          | B-166        | /87          | 17, 167    |              | L:VS       | Soweit keine spezifischen gesetzlichen oder koordinierungsvertraglich vereinbarten Fristen für den Vertragsabschluß festgelegt sind, kann eine Vertragsstrafe wegen unbegründeter Verzögerung oder Verweigerung des Vertragsabschlusses erst dann gefordert werden, wenn der Vertrag nicht innerhalb eines Monats nach der Erteilung der staatlichen Planauflage geschlossen wurde. Auf ein ggf. früheres Vorliegen der Voraussetzungen zum Vertragsabschluß kommt es nicht an. |
| 32-          | AP-399       | /87          | 17, 171    | 87/4, 105[1] | L:VS       | Ergeht eine Bilanzentscheidung, die Auswirkungen auf die Erfüllung von Exportverpflichtungen hat, ohne die erforderliche Zustimmung des Ministers für Außenhandel, so ist der Exportbetrieb für aus dieser Bilanzentscheidung resultierende Vertragsverletzungen auch dann verantwortlich, wenn das bilanzierende Organ nicht gleichzeitig sein übergeordnetes Organ bzw. Kombinat ist. |
| 22-          | AK-613       | /87          | 17, 176    |              | L:VS       | Die Regelungen für Sanktionen wegen Vertragsaufhebung, die für den Fall der Fondsrückgabe vorgesehen sind, finden keine Anwendung, wenn mit der Vertragsaufhebung lediglich das Ziel verfolgt wird, den Bezug von einem anderen Partner zu ermöglichen. |
| 22-          | AH-604       | /87          | 17, 178    |              | L:VS       | Die ausnahmsweise Herabsetzung einer Vertragsstrafe setzt voraus, daß der den Vertrag verletzende Betrieb für die Vertragsverletzung verantwortlich ist. Der Anerkennung außerordentlicher Anstrengungen des den Vertrag verletzenden Betriebes mit einer Herabsetzung von Vertragsstrafe steht seine Verantwortlichkeit daher nicht entgegen. |
| 22-          | AH-123       | /87          | 17, 181    |              | L:VS       | Die Einziehung einer Vertragsstrafe zugunsten des Staatshaushaltes mit der Begründung unterlassener Berechnung ist unzulässig, wenn die Vertragsstrafe berechnet und dabei lediglich von dem Vorliegen eines anderen als des zutreffenden Tatbestandes ausgegangen wurde. |
| 22-          | AF-155       | /87          | 17, 182    |              | L:VS       | Steht dem Endabnehmer vom Importerzeugnissen nur die Mindestvertragsstrafe zu, so beschränkt sich der Umfang seiner Zahlungspflicht gegenüber seinem Abnehmer auf den Betrag dieser Vertragsstrafe (absoluter Betrag). |
| 22-          | AM-118       | /87          | 17, 186    |              | L:Gar &VS  | Das StVG hat den Sachverhalt mit einem der Bedeutung des Streitfalles entsprechenden Aufwand aufzuklären und entscheidet in diesem Rahmen über Beweisanträge der Partner. Soweit bestimmte Faktoren nicht mehr restlos aufklärbar sind, ist abzuwägen, ob auf der Grundlage des festgestellten Sachverhalts eine Entscheidung möglich oder eine Beweislastentscheidung unumgänglich ist. |
| 22-          | AK-412       | /87          | 17, 190    |              | L:SchE     | Über einen Herausgabeanspruch, der noch nicht fällig geworden ist, kann nicht durch Entscheidung über den Grund der Forderung, sondern nur durch Feststellung der Herausgabepflicht entschieden werden, soweit hierfür ein Rechtsschutzbedürfnis des Bestellers besteht. |
| 22-          | H-1289       | /87          | 17, 192    |              | G          | Haben die Generaldirektoren von zwei Kombinaten gegenüber den ihnen unterstehenden Betrieben festgelegt, daß nach erfolgloser eigenverantwortlicher Lösung von Streitigkeiten zum Vertragsabschluß durch die Betriebe beide Generaldirektoren zur Klärung dieser Kooperationsprobleme einzuschalten und ihnen gleichzeitig Lösungsvorschläge zu unterbreiten sind, gehört die Durchsetzung dieser Festlegungen zu den Pflichten der Betriebe, die ihnen im Rahmen der versuchten eigenverantwortlichen Lösung des Streitfalles obliegen. Werden die diesbezüglichen Festlegungen nicht eingehalten, kann das StVG den Antrag auf Verpflichtung zum Vertragsabschluß zurückweisen.                                                                        |
| 23-          | AH-184       | /87          | 17, 194    | 87/4, 108    | G          | Mit der Zurückverweisung eines Streitfalles an die Partner zur Herbeiführung einer eigenverantwortlichen Lösung sind verfahrensleitende Verfügungen zu verbinden, die sich auf die Durchführung der eigenverantwortlichen Lösung unter Beachtung der dafür bestehenden Anforderungen erstrecken. Die Erfüllung der Verfügungen kann durch Androhen und Festsetzen eines Zwangsgeldes erzwungen werden. Das Androhen und Festsetzen eines Zwangsgeldes für den Fall, daß die Partner keine Übereinstimmung zur Lösung des Streitfalles erzielen, sind nicht möglich. |
| 32-          | AK-332       | /87          | 17, 197    | 87/4, 107[2] | L:WS       | Ist eine ökonomische Sanktion wegen Überschreitung der Transportkennziffern im dafür vorgesehenen Haushaltvollstreckungsverfahren eingezogen worden, so ist das StVG für daraus entstehende Streitfälle nicht zuständig. Die Zuständigkeit des StVG ist hingegen gegeben, wenn der Verpflichtete in unzulässiger Anwendung des Lastschriftverfahrens den im Haushaltvollstreckungsverfahren eingezogenen Betrag wiedererlangt. |
| 23-          | N-142        | /87          | 17, 199    |              | L:VS       | Berechnet eine Wirtschaftseinheit eine Vertragsstrafe nicht in der gesetzlich möglichen Höhe, ist der rechtswidrig nicht berechnete Vertragsstrafenbetrag bei Vorliegen der weiteren gesetzlich geregelten Voraussetzungen grundsätzlich zugunsten des Staatshaushaltes einzuziehen. |
| 23-          | K-318        | /87          |            | 88/3, 80[1]  | L:VS       | Wurde mit dem Plan der Vorbereitung über den Einsatz eines Auftragnehmers entschieden, gilt diese Entscheidung für die Vorbereitung und Durchführung des Gesamtvorhabens. Das gilt auch dann, wenn das Gesamtvorhaben in nutzungsfähigen Teilvorhaben vorbereitet und realisiert wird. |
| 26-          | AB-810       | /87          |            | 88/3, 81[1]  | L:VS       | Sofern nichts anderes vereinbart ist, gilt das Mängelanzeigeverfahren gemäß § 91 Abs. 1 VG auch für Einfuhrbeziehungen, die zwar über einen Handelsbetrieb als Importbetrieb abgewickelt werden, bei denen die Lieferung aber direkt an den Endabnehmer erfolgt. Für die Sanktionsberechnung wegen der Qualitätsverletzung ist der Zeitpunkt der Mängelanzeige des Endabnehmers maßgeblich. |
| 32-          | B-109        | /87          |            | 88/4, 100    | L:VS       | Die bindende Wirkung der vom Einzelhandelsbetrieb getroffenen Entscheidung über die Preisrückzahlung an den Käufer erstreckt sich in der Kooperationskette auf das Vorliegen des Mangels und die Art des Anspruchs. Die Höhe des Rückzahlungsanspruchs richtet sich jedoch nach dem für das jeweilige Partnerverhältnis maßgeblichen Preis. Differenzbeträge, die sich aus unterschiedlichen Preisen in den einzelnen Kooperationsstufen ergeben, begründen Schadenersatzansprüche, die in der Regel durch die Vertragsstrafe wegen nicht qualitätsgerechter Leistung abgegolten werden. |
| 32-          | AL-689       | /87          |            | 88/4, 98     | L:VS       | Eine Vertragsstrafe wegen Verzögerung des Vertragsabschlusses setzt voraus, daß der zum Vertragsabschluß Verpflichtete den Abschluß unbegründet verzögert hat. Das ist dann nicht der Fall, wenn begründete Einwendungen gegen geforderte Vertragsbedingungen erhoben werden, die den Vertragszweck in Frage stellen würden. |
| 22-          | L-15         | /87          |            | 89/1, 22     | L:WS       | Bei Wegfall des Bedarfs besteht die Pflicht zur unverzüglichen Rückgabe nicht benötigter Fonds nur bis zum Zeitpunkt der Erfüllung des betreffenden Wirtschaftsvertrages, der entsprechend zu ändern oder aufzuheben ist. Tritt der Bedarfswegfall erst nach der Vertragserfüllung ein, ergeben sich für den Bedarfsträger die Pflichten zur volkswirtschaftlich sinnvollen Verwendung von Beständen. |
| 22-          | S-303        | /87          |            | 89/1, 24     | L:VSZ      | Ist im Vertragsdokument über Sukzessivlieferungen der letzte Tag einer Lieferfrist als vertragliche Lieferzeit ausgewiesen, bedeutet dies in der Regel, daß der davor liegende Zeitraum als vertragliche Lieferfrist vereinbart wurde. Im Zweifel ist der tatsächliche Wille der Partner anhand ihren Schriftwechsels zu erforschen, der zur Vorbereitung des Vertragsabschlusses geführt hat. |
| 22-          | L-1683       | /87          |            | 89/2, 49     | L:WS       | Nicht benötigte Fonds hat der Bedarfsträger unverzüglich an den Fondsträger zurückzugeben. Dies gilt unabhängig davon, ob es sich um Bilanzanteile oder andere Fonds handelt. Die Feststellung nicht erforderlicher materieller Fonds durch das bilanzierende oder das bilanzbeauftragte Organ oder durch ein staatliches Kontrollorgan begründet den Anspruch auf entsprechende Sanktionen nicht selbständig, sondern nur in Verbindung mit den entsprechenden gesetzlich geregelten Tatbeständen. |
| 22-          | L-1402       | /87          |            | 89/2, 50[1]  | G          | Ein Wirtschaftsvertrag ist aufzuheben, wenn der der Bestellung zugrunde liegende Bedarf entfallen ist. Ein Anspruch des Bedarfsträgers, den Vertrag trotzdem aufrechtzuerhalten und neue Liefertermine zu gestalten, ist nicht durchsetzbar, wenn der Bedarf volkswirtschaftlich nicht begründet werden kann. |
| 23-          | H-613        | /87          |            | 89/2, 52     | G          | Die Vereinbarung einer erhöhten oder zusätzlichen Vertragsstrafe für den Fall der Nichteinhaltung des Termins der Nachbesserung ist auch nach der Abnahme der Leistung durchsetzbar. |
| 22-          | S-472        | /87          |            | 89/2, 53[2]  | L:AE       | Regt ein Rechtsanwalt auf der Grundlage einer Vertretungsvollmacht einer Wirtschaftseinheit mit Erfolg die Durchführung eines Kooperationssicherungsverfahrens gemäß § 18a SVG-VO beim Staatlichen Vertragsgericht an, so hat er für die Anregung einen Anspruch auf Zahlung einer vollen Gebühr. Diese Gebühr ist eine erstattungsfähige Aufwendung und kann auf Antrag der Wirtschaftseinheit durch Verfügung des Leiters der Geschäftsstelle festgesetzt werden. |
| 22-          | B-620        | /87          |            | 89/3, 79     | G          | Lehnt der Lieferer das Vertragsangebot des Bestellers unter Berufung auf eine beabsichtigte, aber weder genehmigte noch mit einem die Produktion übernehmenden Partner vereinbarte Produktionsverlagerung ab, liegt eine unbegründete Vertragsabschlußverweigerung vor. |
| 22-          | D-1468       | /87          |            | 89/3, 80[1]  | G          | Der Auftragnehmer ist nicht berechtigt, den Abschluß des Vertrages über die Erarbeitung des für die Realisierung eines Anlagenexportvorhabens erforderlichen Angebotes mit der Begründung zu verweigern, daß der im Realisierungszeitraum aktuelle technische Entwicklungsaufwand der Leistung noch nicht absehbar ist. |
| 32-          | K-244        | /87          |            | 89/3, 81[2]  | L:VS       | Die Festlegung der LeihverpackungsAO, wonach die zurückgeführte Leihverpackung auf die Leihverpackung gleicher Art der jeweils ältesten Warenlieferung anzurechnen ist, gilt unabhängig davon, daß die Lieferungen an mehrere Struktureinheiten des Empfängers erfolgt sind. Die Anrechnung ist im Ergebnis der Saldierung der Rückgaben bzw. Rückgabeverpflichtungen aller belieferten Struktureinheiten vorzunehmen. Das gilt auch für Warenlieferungen an Verkaufseinrichtungen der Einzelhandelsbetriebe. |
| 22-          | G-441        | /87          |            | 89/4, 103    | G          | Der Vereinbarungspreis für eine im Auftrag zu lösende Aufgabe der Grundlagenforschung kann durch Vereinbarung der Partner geändert werden, soweit sich der Umfang der vertraglich vereinbarten Leistung ändert. Das Verbot der Nachkalkulation wird davon nicht berührt. |
| 32-          | AB-156       | /88          | 17, 137    |              | L:VS/R     | Zur Sicherung der kurzfristigen ökonomischen Wirksamkeit der Rechtsfolgen von Ladefristüberschreitungen ist die DR beauftragt, Wagenstandgeld im Haushaltsvollstreckungsverfahren einzuziehen. Zieht die DR eine Wagenstandgeldforderung erst nach Ablauf der Verjährungsfrist im Haushaltsvollstreckungsverfahren ein, hat der Transportkunde einen Herausgabeanspruch wegen unberechtigt erlangter Leistungen. Für die Beurteilung über das Vorliegen einer aufgrund von bereits eingetretener Verjährung unberechtigten Anwendung des Haushaltsvollstreckungsverfahrens ist der Zeitpunkt maßgeblich, zu dem der Staatsbank der Haushaltsvollstreckungsauftrag zugeleitet wurde.                                                                      |
| 22-          | AK-32        | /88          | 17, 151    |              | L:AE       | Erfolgt die Mängelbeseitigung zulässigerweise durch Selbstnachbesserung, so ist die Verjährungsfrist für den Anspruch auf Ersatz der Aufwendungen von der Anzeige des Mangels bis zur Erklärung des Lieferers, daß er den Aufwendungsersatz ablehnt, gehemmt. |
| 23-          | K-16         | /88          |            | 88/3, 81[2]  | L:Pr/R     | Nach Beendigung eines Nutzungsverhältnisses vom Nutzer ohne Rechtsgrund weitergezahlte und danach zurückgeforderte Nutzungsentgelte sind als außervertragliche Ansprüche zu qualifizieren und unterliegen den Verjährungsregelungen des ZGB. |
| 22-          | L-359        | /88          |            | 88/4, 99[1]  | L:VS       | Die Vertragsstrafensätze für die Verletzung von Verpflichtungen aus Exportverträgen gelten ausschließlich für Verträge zwischen den Außenhandelsbetrieben und den Exportbetrieben und sind auf die weiteren inländischen Kooperationspartner nicht anzuwenden. |
| 22-          | C-65         | /88          |            | 89/1, 23[1]  | L:VS       | Die Rechtsvorschriften über den Anlagenexport finden Anwendung, wenn für das Exportvorhaben eine Auftragsnummer vergeben wurde. In diesem Falle beträgt die Vertragsstrafe 1 % für jede angefangene Kalenderdekade des Verzuges. |
| 22-          | M-14         | /88          |            | 89/1, 23[2]  | L:VS       | Die Verlängerung der Lieferfrist für metallurgische Erzeugnisse um maximal 2 Wochen für den Fall, daß der Lieferer gehalten ist, die metallurgischen Erzeugnisse als Beiladung oder Staffelladung zu versenden, kann sowohl gegenüber dem Beiladungs- bzw. Zweitempfänger als auch gegenüber dem Hauptladungs- bzw. Erstempfänger in Anspruch genommen werden. |
| 22-          | AF-368       | /88          |            | 89/2, 51[1]  | L:VS       | Entspricht ein Erzeugnis nicht mehr dem vertraglich vereinbarten Verwendungszweck, weil bei seiner Weiterentwicklung die Qualitätsparameter verändert wurden, und sind hierüber keine Vereinbarungen mit dem Abnehmer getroffen worden, ist der Lieferer für die Qualitätsverletzung verantwortlich. |
| 32-          | S-112        | /88          |            | 89/2, 53[1]  | L:VS       | Das Staatliche Vertragsgericht ist für die Entscheidung von Streitfällen bei der Gestaltung und Erfüllung von Wirtschaftsverträgen zwischen einem staatlichen Organ und einer nachgeordneten Wirtschaftseinheit zuständig. |
| 23-          | M-263        | /88          |            | 89/3, 80[2]  | L:VS       | Sind vom Auftraggeber bestimmte Voraussetzungen zu schaffen, die dem zur Garantie verpflichteten Betrieb die fristgerechte Durchführung von Nachbesserungsarbeiten ermöglichen sollen, muß der Garantieverpflichtete mit dem Auftraggeber die dazu notwendigen Vereinbarungen treffen. Unterläßt dies der Garantieverpflichtete, kann er sich bei daraus resultierendem Nachbesserungsverzug nicht auf Partnerverursachung berufen. |
| 23-          | AN-517       | /88          |            | 89/3, 81[1]  | L:VS       | Haben die Partner vereinbart, daß den Verpackungseinheiten Inhaltsangaben zum Leistungsgegenstand beizufügen sind, erfüllt deren Fehlen nicht den Tatbestand der unvollständigen Leistung. |
| 22-          | AR-537       | /88          |            | 89/4, 101    | L:VS       | Die Hemmung der Garantiezeit während der Nachbesserung erstreckt sich auf die gesamte Leistung oder den vom Mangel betroffenen Teil. Für die Feststellung des betroffenen Teils ist dessen relativ selbständige Funktionsfähigkeit innerhalb des Leistungsgegenstandes maßgebend. Die Beschränkung der Hemmung auf den betroffenen Teil ist ausgeschlossen, wenn infolge des Mangels der gesamte Leistungsgegenstand nicht bestimmungsgemäß nutzungsfähig ist. |
| 22-          | A-2          | /89          |            | 90/1, 22     | L:AE       | Soweit ein Außenhandelsbetrieb begründete Produkthaftungsansprüche eines ausländischen Käufers befriedigt hat, steht ihm gegenüber dem Hersteller des Erzeugnisse ein Anspruch auf Ersatz seiner Aufwendungen zu. Die Außenhandelsbetriebe und die Exportbetriebe haben Vereinbarungen über die Prüfung und Befriedigung oder ggf. über die Abwehr von Produkthaftungsansprüchen zu schließen. |

## Ähnliche Einrichtungen
| Land  | Einrichtung                                                                     | Beginn      | Ende    | Leiter                                                  | Publikationen                                                   |
| ----- | ------------------------------------------------------------------------------- | ----------- | ------- | ------------------------------------------------------- | --------------------------------------------------------------- |
| DDR   | Staatliches Vertragsgericht                                                     | 1951        | 1990    | Gerhard Walter (1967–74) Manfred Flegel (1974–89)       | Spruchpraxis 1.1970–17.1987 (ZDB-ID 528145-3)                   |
| UdSSR | Государственный арбитраж Staatliche Arbitrage                                   | 1922 / 1931 | 1991    | Е. В. Анисимов (1960–87) Je. W. Anissimow               | Сборник инструктивных указаний 1.1955–31.1972 (ZDB-ID 703336-9) |
| VRP   | Państwowy arbitraż gospodarczy Staatliche Wirtschaftsarbitrage                  | 1949        | 1989    | Jan Topiński (1949–71) Edward Zachajkiewicz (1972–89)   | Orzecznictwo 1949–1986 (704554-2, 706380-5)                     |
| ČSSR  | Hospodářská arbitráž Wirtschaftsarbitrage                                       | 1950        | 1991    | Jindřich Dohnal Václav Brandejs                         | Arbitrážní praxe 1.1961–31.1991 (ZDB-ID 700147-2)               |
| UVR   | Gazdasági döntőbizottság Wirtschaftsarbitrage                                   | 1951        | 1990(?) | László Fülöp                                            | Döntőbíráskodás 1.1960–13.1972 (ZDB-ID 701220-2)                |
| SRR   | Arbitrajul de stat Staatsarbitrage                                              | 1949        | 1985    | Marcu Witzman                                           | Arbitrajul de stat 1.1955–19.1973 (ZDB-ID 700418-7)             |
| VRB   | Държавен арбитраж Staatliche Arbitrage                                          | 1950        | 1991    | Христо Николов Christo Nikolow                          | Арбитражна практика 1.1957/59–14.1985/86 (707757-9)             |
| MVR   | Улсын арбитрын газар Staatliche Arbitrage-Stelle                                | 1940(?)     | 1986(?) | Дамдинбуучийн Содномцэрэн Damdinbuutschiin Sodnomtseren |                                                                 |
| SRV   | Trọng tài kinh tế Wirtschaftsarbitrage                                          | 1960        | 1994(?) | Nguyễn Quang Xá                                         |                                                                 |
| Kuba  | Arbitraje estatal Staatliche Arbitrage                                          | 1962        | 1991    | Miguel Reyes Salia (1979–84)                            |                                                                 |
| FVRJ  | Државна арбитража Staatliche Arbitrage                                          | 1947        | 1954    |                                                         |                                                                 |
| VRC   | 经济合同仲裁机关 Jīngjì hétóng zhòngcái jīguān Wirtschaftsvertrags-Schiedsorgan | 1983(?)     | 1994    |                                                         |                                                                 |